# Axe saxon
L'axe saxon (en polonais : Oś Saska) est un tracé caractéristique du centre historique de Varsovie. Il part de la Vistule et passe par le palais présidentiel, la rue du Faubourg-de-Cracovie, la place Piłsudski (ex-place Saxonne), le palais de Saxe, le Jardin saxon, le palais Lubomirski jusqu'à la place de la Porte-de-Fer,.

## Histoire

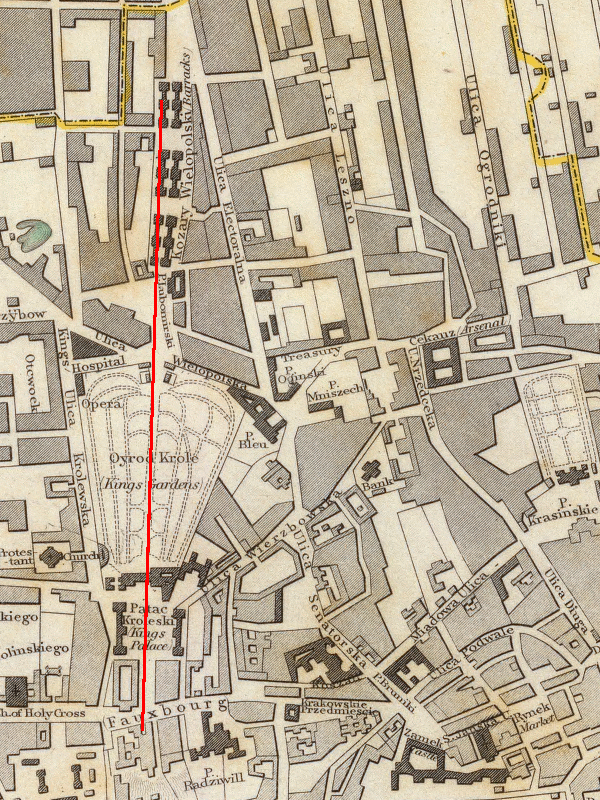
L'axe saxon indiqué sur un plan de Varsovie datant de 1831

Le projet a été imaginé par le roi Auguste II de Pologne qui souhaitait construire un palais royal entouré d'un jardin à la française. Le plan est légèrement inspiré de l'architecture baroque du Palais de Versailles et projetait de couvrir une grande partie de ce qui est désormais la ville de Varsovie. Le projet principal, qui a donné son nom à ce quartier de la ville, prend en compte la construction du Palais de Saxe, avec des jardins s'étendant de chaque côté d'un axe courant exactement au milieu.
Entre 1713 et 1726, le roi achète vingt-huit parcelles de terre dans la région et convie Matthäus Daniel Pöppelmann et Johann Christoph Naumann à réaliser le plan d'urbanisme. Cependant, des difficultés financières empêchent le projet d'être achevé dans sa totalité. Le Jardin saxon et le Palais de Saxe sont construits mais la démolition planifiée du Palais Lubormiski sur la place Żelaznej Bramy est annulée à la mort du roi en 1733.
Pendant la Seconde Guerre mondiale et le soulèvement de Varsovie en 1944, tous les bâtiments le long de l'axe sont démolis par les nazis. Après la guerre, le Palais de Saxe n'est pas reconstruit. Cependant, le jardin est rénové et le Palais Lubormiski reconstruit, mais réorienté de manière à s'insérer dans le schéma du XVIIIe siècle. Récemment, la bibliothèque de université de Varsovie, construite vers la Vistule au niveau de l'escarpement de la rivière, a été ajoutée à la liste de bâtiments associés à l'axe saxon, avec une grande plaque dorée placée sur la chaussée située devant, marquant le tracé de cet axe.